# Oxalis scoparia
Oxalis scoparia är en harsyreväxtart som beskrevs av Norlind och Ignatz Urban. Oxalis scoparia ingår i släktet oxalisar, och familjen harsyreväxter. Inga underarter finns listade i Catalogue of Life.